# Eric Turner
Eric Vincent Turner (Boston, Massachusetts, 1 de noviembre de 1977), más conocido como Eric Turner, es un cantante y compositor estadounidense radicado actualmente en Suecia. Es el cantante de la banda de rock alternativo Street Fighting Man.

## Biografía
Eric nació en Boston y estudió en la Boston College High School. Además de dedicarse a la música es maestro de profesión. Enseña en la escuela internacional Järfälla en Suecia donde enseña matemáticas y el idioma inglés. Asistió a la Universidad McGill, donde estudió bioquímica. Eric es un también artista visual. Eric tiene un hermano Nicholas Turner, quien vive en Boston, su madre enseña Diseño de Moda en Quincy High School.
La performance de Turner con su banda Street Fighting Man en un evento musical en Estocolmo llamó la atención de un ingeniero de sonido local que más tarde se convertiría en su amigo, el productor sueco Eshraque "Ishi" Mughal, y lo incorporó a su productora musical 2Stripes, en el año 2009. Esto le permitió grabar con el rapero británico Tinie Tempah en la canción "Written in the Stars", colaborando en la composición y en voces, en la que alcanzaría el primer puesto en el Reino Unido. Luego del suceso de "Written in the Stars" colaboró con Lupe Fiasco en la canción "Break the Chain". Turner también hizo apariciones en las canciones "Stereo Sun" y "My Last Try" del tercer álbum de estudio de Tinchy Stryder, Third Strike.
En enero de 2012, lanza su primer sencillo como solista titulado "Angels & Stars" con la colaboración de sus conocidos Lupe Fiasco y Tinie Tempah. Un par de meses después se lanza su segundo sencillo "Stylechanger" con la participación de los raperos Professor Green, Wretch 32 y Kardinal Offishall. En agosto del mismo año, lanza su colaboración con el DJ y productor sueco Avicii titulada "Dancing in My Head". Estos sencillos formarían parte de su álbum debut aún sin fecha de lanzamiento. El título tentativo para el mismo sería Eric Turner: The Life. En julio de 2015, hizo una colaboración con Elena Alexandra Apostelanu (más conocida como INNA)con una canción titulada BOPBOP (INNA  es la cantante más famosa de Rumanía .)

## Discografía

### Sencillos
| Año  | Título                                                               | Mejor posición en listas | Mejor posición en listas | Mejor posición en listas | Mejor posición en listas | Mejor posición en listas | Mejor posición en listas | Mejor posición en listas | Mejor posición en listas | Mejor posición en listas | Mejor posición en listas | Certificaciones                                                                  | Álbum                 |
| Año  | Título                                                               | EE.UU                    | EE.UU Dance              | AUS                      | DIN                      | FIN                      | FRA                      | IRL                      | NOR                      | NZ                       | UK                       | Certificaciones                                                                  | Álbum                 |
| ---- | -------------------------------------------------------------------- | ------------------------ | ------------------------ | ------------------------ | ------------------------ | ------------------------ | ------------------------ | ------------------------ | ------------------------ | ------------------------ | ------------------------ | -------------------------------------------------------------------------------- | --------------------- |
| 2010 | «Written in the Stars» (Tinie Tempah con Eric Turner)                | 12                       | 34                       | 34                       | 18                       | 7                        | 21                       | 1                        | 2                        | 13                       | 1                        | - AUS: Platino - CAN: Oro - EE.UU: Platino - NOR: 8× Platino - NZ: Oro - UK: Oro | Disc-Overy            |
| 2012 | «Angels & Stars» (con Lupe Fiasco & Tinie Tempah)                    | —                        | —                        | —                        | —                        | —                        | —                        | —                        | —                        | —                        | —                        |                                                                                  | Eric Turner: The Life |
| 2012 | «Stylechanger» (con Kardinal Offishall, Wretch 32 & Professor Green) | —                        | —                        | —                        | —                        | —                        | —                        | —                        | —                        | —                        | —                        |                                                                                  | Eric Turner: The Life |
| 2012 | «Dancing in My Head» (Eric Turner vs. Avicii)                        | —                        | 7                        | —                        | —                        | —                        | —                        | —                        | —                        | —                        | 188                      |                                                                                  | Eric Turner: The Life |
| 2015 | «BOPBOP» (INNA con Eric Turner)                                      | —                        | —                        | —                        | —                        | —                        | —                        | —                        | —                        | —                        | —                        |                                                                                  | INNA                  |
| 2015 | «Fire Higher» (Sebjak & Matt Nash con Eric Turner)                   | —                        | —                        | —                        | —                        | —                        | —                        | —                        | —                        | —                        | —                        |                                                                                  | Sencillo sin álbum    |
| ali  |                                                                      |                          |                          |                          |                          |                          |                          |                          |                          |                          |                          |                                                                                  |                       |

### Apariciones en canciones como invitado
| Año  | Canción                      | Artista        | Álbum        |
| ---- | ---------------------------- | -------------- | ------------ |
| 2010 | "Stereo Sun"                 | Tinchy Stryder | Third Strike |
| 2010 | "My Last Try"                | Tinchy Stryder | Third Strike |
| 2011 | "Break the Chain" (con Sway) | Lupe Fiasco    | Lasers       |